# 桜木亮三

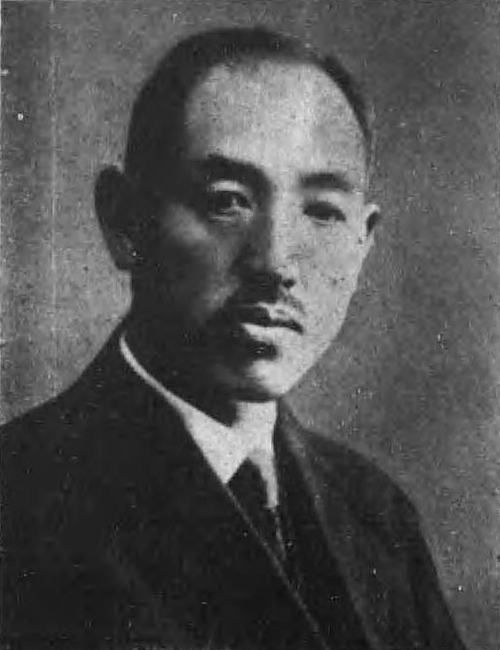
桜木亮三

桜木 亮三（櫻木 亮三、さくらぎ りょうぞう、1880年〈明治13年〉2月6日 - 1955年〈昭和30年〉11月7日）は、大正から昭和にかけて活動した日本の実業家。主として電気事業に関与し、東邦電力常務、中央電力会長（前身の三河水力電気では社長）、伊那電気鉄道社長などを務めた。また1920年代の一時期に福岡市会議員にもなっている。佐賀県出身。

## 電力界入り
桜木亮三は、1880年（明治13年）2月6日、佐賀県士族吉岡卯八の三男として生まれた。1897年（明治30年）より絶家の桜木家を再興して桜木姓を称する。1901年（明治34年）7月東京の第一高等学校第一部法科（英法）を卒業、次いで1906年（明治39年）7月東京帝国大学法科大学政治学科を卒業した。
大学卒業後は大蔵省に入るがまもなく退職、九州に戻り長崎の十八銀行に入社した。次いで1914年（大正3年）、同地の電力会社長崎電灯へと転じ支配人となった。この長崎電灯は元々十八銀行の姉妹会社であったが、経営難の中で1912年（明治45年）7月松島炭鉱を経営する古賀春一が社長となり、十八銀行に代わって経営権を握っていた。桜木は古賀に招かれ長崎電灯へと転籍、社業改革にあたった。1914年7月にガス会社九州瓦斯との合併で長崎電気瓦斯となった後も引き続き同社支配人に在任している。
1916年（大正5年）5月、長崎電気瓦斯は急速に勢力を拡大する福岡の電力会社九州電灯鉄道に合併された。桜木は合併とともに九州電灯鉄道支配人に就任、1920年（大正9年）12月には取締役に推され取締役兼支配人となった。当時の経営幹部は社長伊丹弥太郎、常務松永安左エ門・田中徳次郎という陣容である。

## 東邦電力常務就任
1921年（大正10年）12月、九州電灯鉄道の経営陣は福澤桃介が経営していた愛知県の電力会社関西電気（旧・名古屋電灯）へと移り、伊丹が社長、松永が副社長にそれぞれ就任する。次いで関西電気と九州電灯鉄道の合併が実施され、1922年（大正11年）6月26日、九州と中京地方を地盤とする資本金1億円超の電力会社東邦電力株式会社が発足した。桜木は発足とともに東邦電力常務取締役に選出される。東邦電力では当初九州支社長兼福岡支店長を務めた。
日常の職務と東京本社との頻繁な往復で健康を害したことから、東邦電力九州駐在常務を1924年（大正13年）に辞任した。福岡ではそのほか1921年4月福岡市会議員に当選し、1925年（大正14年）4月までの1期4年在任する。1925年1月からは博多商工会議所（現・福岡商工会議所）の副会頭（会頭は太田清蔵）を兼ねた。
1926年（大正15年）5月から翌年にかけて、東邦電力取締役としてイギリス・アメリカ合衆国を視察する。1927年（昭和2年）5月28日に開かれた株主総会で再選されず同社取締役から退いた。

## 中部地方での活動

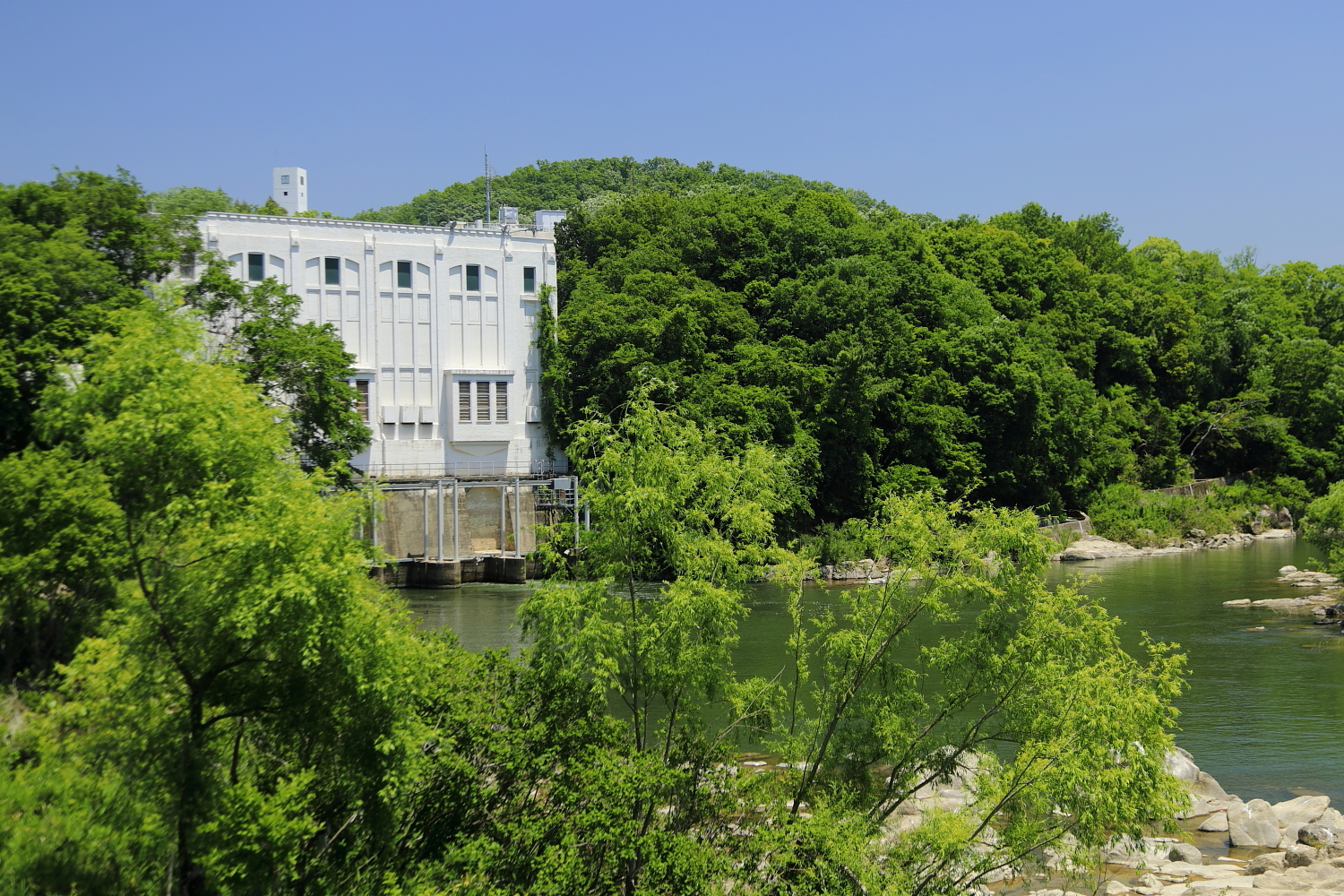
越戸発電所（2019年撮影）

1927年5月30日、桜木は三河水力電気の代表取締役に選出され、専務に就任した（社長は神野金之助）。同社は1924年（大正13年）に設立された東邦電力の傍系会社で、愛知県を流れる矢作川での電源開発を目的とする。桜木の着任後、三河水力電気では1927年10月に矢作川・越戸発電所（出力7,500キロワット）を着工、1929年（昭和4年）に完成させる。その間の1928年（昭和3年）には愛知県東部の新城方面に供給する東三電気を合併して一般供給事業を獲得した。三河水力電気は堅実経営の会社として知られ、不況期にあっても堅調な業績を保った。
1931年（昭和6年）12月28日、伊原五郎兵衛に代わり伊那電気鉄道の専務取締役に就任した。同社は長野県南信地方にて電気鉄道事業と電気供給事業を営む会社で、1907年（明治40年）に設立。桜木が着任した当時は伊原の積極経営が不況で行き詰まり深刻な経営難に陥っていた。経営陣の一部が東邦電力に対し救済を求めたところ、東邦電力社長松永安左エ門の意向で三河水力電気での実績がある桜木がその整理にあたることになり、専務就任の運びとなったのである。また前専務の伊原が桜木の大学時代からの友人であるという事情もあった。着任後の桜木は同社の整理にあたり、1935年（昭和10年）上期には配当再開に漕ぎつけている。この間の1933年（昭和8年）12月23日、空席であった伊那電気鉄道社長（4代目）に就任した。
1933年4月28日、合同電気の取締役に選出され、専務に就任した。同社も東邦電力傘下の電力会社で、三重県を中心に関西・四国地方にも供給区域を持つ。ただし4年後の1937年（昭和12年）3月親会社東邦電力に吸収された。また1933年10月、辞任した伊原五郎兵衛に代わって矢作水力の取締役にも就任した。
1936年（昭和11年）5月22日、三河水力電気でも社長に昇格する。次いで1938年（昭和13年）8月1日、三河水力電気に長野県の南信電気、開発会社の中央水力を加えた3社合併で中央電力が発足すると、桜木はその会長に就任した。

## 晩年
太平洋戦争下の1942年（昭和17年）4月1日、桜木が会長を務める中央電力では、国策会社日本発送電ならびに配電統制令に基づく国策配電会社中部配電へと設備を出資しして解散した。取締役を務める矢作水力も同様に解散し、社長を務める伊那電気鉄道も配電事業を中部配電へと出資し電気鉄道専業となった。桜木は中部配電にも関係し、設立から1945年（昭和20年）5月26日までの3年間理事（取締役に相当）を務めている。
1943年（昭和18年）8月1日、伊那電気鉄道は三信鉄道・鳳来寺鉄道・豊川鉄道の3社ともに路線国有化の対象（4社の路線をあわせて「飯田線」と命名）となり、鉄道事業を喪失した。戦時下のため被買収会社の解散が禁じられており会社自体はしばらく存続したが、桜木は同社を離れ、代わって12月に伊原五郎兵衛が社長となっている。
戦後の1955年（昭和30年）11月7日、東京の自宅で死去、75歳没。晩年まで、1914年8月の会社設立時より継続して長崎電気軌道の役員（当初監査役、1925年以降取締役）であった。